# Ясені
Я́сені — річка на північному заході Краснодарського краю Росії.
Довжина річки — 74 км, площа басейну — 596 км².
Бере початок за 12 км на захід від станиці Старомінської. Тече на південний захід, впадаючи у солоне Ханське озеро, що є лиманом, відокремленим тонким перешийком від Ясенської затоки Азовського моря.
Характер течії — спокійний, ухил — близько 45 см/км.
Живлення переважно дощове. Річище річки дуже замулене, тому приток ґрунтових вод є ускладненим. Протікання річки регулюється системою ставків.
Вода у річці дуже засолена́. На поверхні води — ряска, на берегах росте рогіз, очерет, осока. Поверхня води навесні покривається ряскою. З риби водяться карась, окунь, лящ, плітка, товстолоб, судак і короп. Трапляються вужі, полоз жовточеревий, болотна черепаха тощо.
Населені пункти на річці Ясені (від джерела до гирла): хутір Ясені, станиця Новоясенська, станиця Новощербиновська, хутір Заводський, хутір Новодерев'янковський. Станиця Ясенська лежить за 6 км на захід від гирла річки.